# Zach Antal
Zach Antal (Pozsony, 1747. június 14. – Graz, 1826. november 22.) báró, altáborszernagy. Zách János Ferenc testvére.

## Élete
Zach József orvosnak (a pesti invalidusok házának protomedicusa, Mária Teréziától 1765-ben címeres nemeslevelet kapott) és Szontagh Klára fia. Mint a bécsi mérnökkari katonai akadémia növendéke volt, majd katonai pályára lépett. Előbb a szállásmesteri törzs hadnagya, majd 1783-ban őrnagy lett. A francia háború alatt mutatott vitézsége és katonai érdemei által már 1798-ban tábornokságra emelkedett. Ezen évben a novi ütközet után Mária Terézia-rendét és élete hosszára külön díjat nyert. 1799-ben az itáliai sereg törzskari főnöke volt. Marengónál fogságba esett. 1801-ben Ferenc testvérével együtt magyar báróságra emeltetett. 1805-ben altábornagy és főszállásmester lett. 1810-ben Olmütz várának al-, 1813-ben főparancsnokává, 1825-ben pedig katonai szolgálata 60. évében táborszernaggyá nevezték ki. Jártas volt a földmérés és a természettudományok terén. Több hadtudományi írása is megjelent, földrajzi helymeghatározásokat végzett, publikált cikkeket a földfejlődésről és a bolygók kozmológiájáról is.

## Források

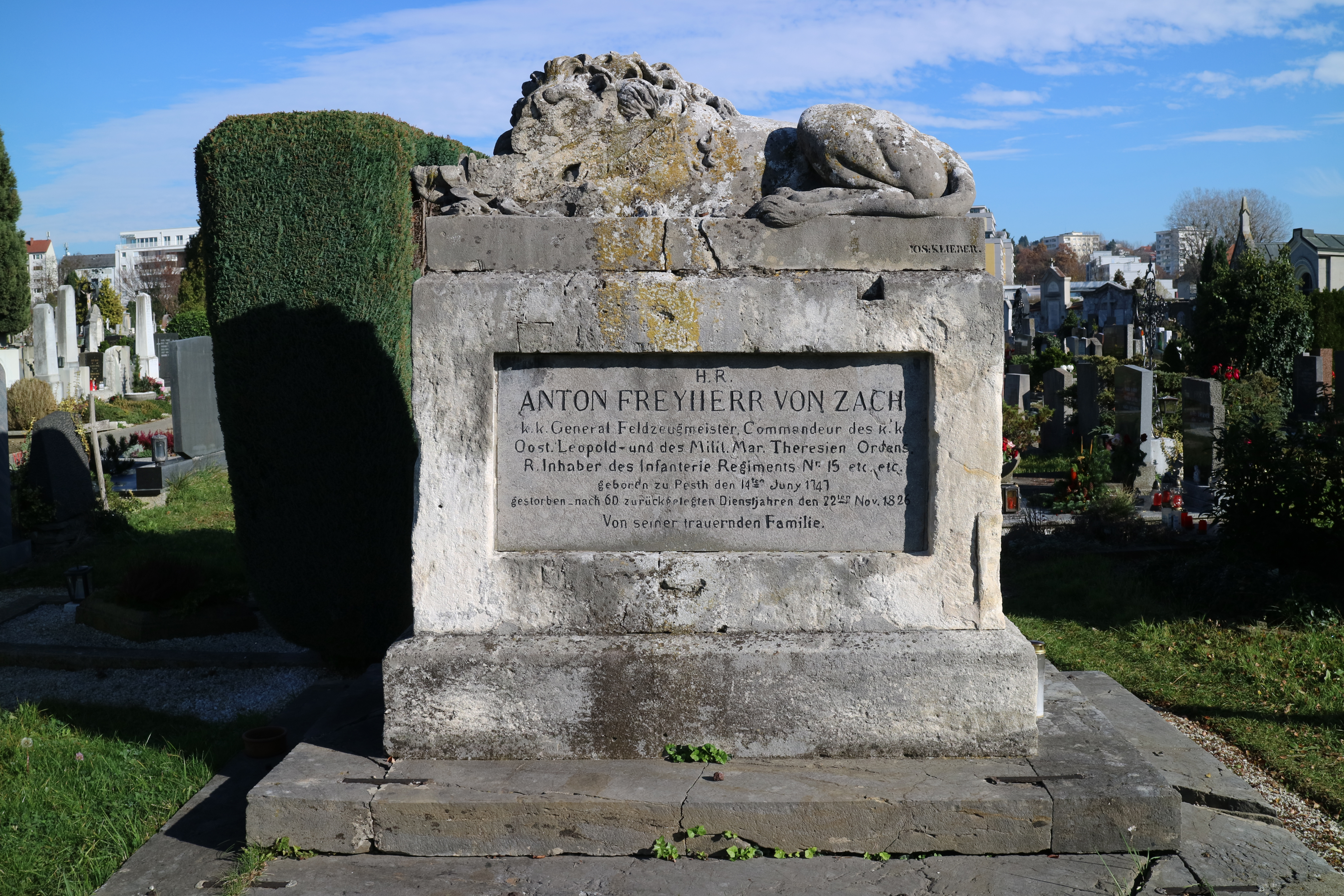
Sírhelye